# Bill Drummond
Bill Drummond (Butterworth, 29 april 1953) is een Schots muzikant en kunstenaar. Hij werd vooral bekend als onderdeel van de spraakmakende formatie The KLF die in de late jaren tachtig en vroege jaren negentig diverse hits maakte. Nadat hij de muziekindustrie verliet werd hij actief als kunstenaar. Drummond staat bekend om zijn cynische houding ten opzichte van de muziekindustrie en veel van zijn absurde projecten en publiciteitsstunts zijn er op gericht om dit aan de kaak te stellen.

## Vroege leven
Drummond wordt in 1953 geboren in het Zuid-Afrikaanse plaatsje Butterworth. Toen hij 18 maanden was verhuisde het gezin naar Schotland, waar hij opgroeide. In zijn schooltijd begint zijn interesse voor muziek en zit hij in enkele bandjes. Hij studeert Kunst en Design aan de universiteit van Northampton. Zijn ambitie was om artiest te worden maar een baan vinden lukte niet meteen. Om van te leven heeft hij baantjes als melkboer, tuinman, staalarbeider, schilder en zorgmedewerker. In 1975 krijgt hij een baantje als timmerman en schilder in het Everyman theater in zijn woonplaats Liverpool. Hij werkt onder andere aan een voorstelling van The Illuminatus! Trilogy, een verhaal dat later invloed zal hebben op zijn artistieke uitingen.

## Actief in de muziekindustrie
In 1977 begint hij met enkele plaatsgenoten de punkband ''Big in Japan''. De band bestaat slechts kort maar de leden daarvan duiken de jaren daarna in succesvollere bands op zoals Holly Johnson (Frankie Goes to Hollywood) en Budgie (Siouxsie and the Banshees). Na het uiteenvallen van de band begint hij met een goede vriend het platenlabel Zoo records. In de twee jaar dat het label bestaat weten ze enkele succesvolle bands te lanceren waaronder Echo & the Bunnymen. In de vroege jaren tachtig neemt hij een baan aan als A&R-manager bij platenmaatschappij Warner Music Group. Daar is hij verantwoordelijk voor de groepen Strawberry Switchblade en Brilliant. Deze laatste groep is een grote flop. Naar eigen zeggen besteed hij er een half miljoen pond aan zonder dat de groep doorbreekt. Daarom besluit hij te stoppen met muziek. Al wil hij nog wel een eigen album maken. In een week tijd neemt hij het album The Man op, waarop hij samenwerkt met de Australische band The Triffids en waarop een eigenzinnige mengeling van folk en country laat horen.

## The KLF/K Foundation
Enkele maanden nadat hij gestopt is met muziek maken krijgt Drummond toch weer energie om muziek te maken. Hij raakt in de ban van de opkomende hiphop en housemuziek. Hij omarmt de stijlen en ziet het als kans om de muziekindustrie flink op te schudden. Als muzikaal partner gaat hij werken met Jimmy Cauty, die hij nog van het geflopte Brilliant kent. Ze noemen zichzelf aanvankelijk de Justified ancients of Mumu al gebruiken ze meerdere namen waarvan The KLF de meest bekende is. Er begint een vruchtbare samenwerking die meerdere malen voor controverse zorgt. Zo krijgen ze het in 1987 aan de stok met ABBA wanneer ze voor hun eerste plaat illegale samples gebruiken. In 1988 bereiken ze de eerste plaats van de Britse top 40 met het simpele Doctorin' the tardis als The Timelords. Na dit succes  publiceren ze het boek The Manual (How to Have a Number One the Easy Way) waarin uitvoerig wordt beschreven hoe iedereen die de stappen nauwgezet volgt, ook een nummer 1-hit kan maken.
In de vroege jaren negentig bouwen ze het succes verder uit met de albums Chill out (1990) en The White Room (1991). Ook scoren ze de ene hit na de andere en groeien ze uit tot de dominante Britse act van het jaar 1991. Daarbij werken ze samen met Tammy Wynette, Glenn Hughes en ook enkele minder bekende vocalisten. Het pad van succes leidt naar een prominente plek tijdens de Brit Awards waarbij de elite van de muziekindustrie bij elkaar zit. Daar laat Drummond de ware aard van The KLF zien door een thrashmetal-variant van de hit 3AM Eternal en vuurt hij losse flodders uit een machinegeweer op het publiek af. Ook laat hij een karkas van een dood schaap achter bij de afterparty. Niet lang daarna wordt het einde van de band aangekondigd. The KLF heeft zijn missie volbracht door via radiovriendelijke muziek tot de muzikale top door te dringen en de act daar te laten exploderen. Ze vernietigen de volledige back-catalogue van de band.
De jaren daarop zijn Drummond en Cauty actief in de K Foundation waarin ze het verdiende geld van hun muzikale activiteiten steken. Na de muziekindustrie tarten ze nu de kunstwereld. Zo geven ze Rachel Whiteread in 1993 de prijs voor lelijkste kunstwerk. In 1994 volgt de bizarste stunt wanneer het duo een miljoen pond, al het geld dat ze overgehouden hebben, verbranden en dat filmen. In 1995 worden de activiteiten van de K Foundation opgeschort. Vanaf dan gaan Drummond en Cauty meer los van elkaar werken. Heel af en toe werken ze weer samen.

## Penkiln Burn
Nadat Drummond weer zijn eigen weg is gegaan schrijft hij enkele boeken en schildert hij. Hij opereert onder de naam Penkiln Burn, vernoemd naar een riviertje waar hij in zijn jeugd wel eens viste. Hij zoekt weer de controverse op als hij in 2002 een expositie geeft in de Kathedraal van Liverpool. In het gastenboek vraagt hij Is god a cunt?. Zijn eigen antwoord is nee. Hij houdt god enkel verantwoordelijk voor de mooie dingen in zijn leven. De ellende in de wereld kan hij god niet kwalijk nemen. 

## The17
Een belangrijk project waarmee Drummond vanaf 2004 aan de slag gaat is The17. Dit is een zangkoor dat bestaat uit opgenomen muziek. In zijn Landrover rijdt hij een vooraf uitgestippelde route door Engeland en vraagt hij mensen te zingen. Dit neemt hij op en verwerkt hij tot een grote compositie. Iedere opname gebruikt hij slechts een keer. Vele duizenden "leden" weet hij aan zijn koor te verbinden. Later gaat hij met The17 ook de rest van de wereld in. Hij gaat onder andere langs Jeruzalem en Beijing. The17 vormt aanleiding voor de film Imagine Waking Up Tomorrow and All Music Has Disappeared (2015) die wordt geregisseerd door Stefan Schwietert.
- Bibliothèque nationale de France: cb165917377 (data)
- Gemeinsame Normdatei: 13956523X
- International Standard Name Identifier: 0000 0000 7863 5517
- Library of Congress Control Number: no2003086606
- MusicBrainz: 8b4d89c7-cdc8-4c1f-8438-0e9d7774be4d
- Nationale Bibliotheek van Tsjechië: js20060609004
- Nederlandse Thesaurus van Auteursnamen: 327679344
- RKD-Nederlands Instituut voor Kunstgeschiedenis: 427224
- Système universitaire de documentation: 054061199
- Trove: 1012675
- Virtual International Authority File: 79437350
- WorldCat: E39PBJrcq6W3kbVXkTWKR8rTHC